# Rossbach (Lavant)
Der Rossbach (auch Roßbach) ist ein linker Nebenfluss der Lavant im Grenzbereich von Steiermark und Kärnten in Österreich.

## Verlauf
Der Rossbach entspringt westlich des Hofalmkogels in einer Höhe von 1861 Metern über dem Meer. Er fließt nach Süden, bis er von links den Sattelbach aufnimmt. Ab hier wendet er sich nach Westen und bildet bis zur Mündung in die Lavant die Landesgrenze zwischen Steiermark und Kärnten.
Das Quellgebiet und das rechte Ufer liegen in der Gemeinde Obdach, die Bäche des linken Ufers gehören zur Gemeinde Reichenfels.

## Nebenbäche
Das Einzugsgebiet des Rossbachs hat eine Fläche von 31,7 Quadratkilometern. Die größten Nebenbäche sind:
| Name       | Mündungsseite | Mündungsort | Einzugsgebiet in km² |
| ---------- | ------------- | ----------- | -------------------- |
| Sattelbach | links         | Hummereben  | 06,1                 |
| Lobenbach  | rechts        | Taxwirt     | 10,7                 |

## Wandern
Im Osten beim Peterer Sattel berührt der Nord-Süd-Weitwanderweg 05 das Einzugsgebiet des Rossbachs. Durch das Quellgebiet führen mehrere Wanderwege über Speikkogel (1993 m), Hofalmkogel (2040 m) und Weißenstein (2160 m), drei Gipfel der Pack- und Stubalpe.